# Baeoptila leptorrhoda
Baeoptila leptorrhoda is een vlinder uit de familie van de grasmotten (Crambidae). De wetenschappelijke naam van de soort is voor het eerst gepubliceerd in 1908 door de Australische dokter en amateur-entomoloog Alfred Jefferis Turner (1861–1947). Het type werd aangetroffen in Kuranda in het noorden van Queensland in Australië. Het epitheton leptorrhoda betekent "zwak rose".
De spanwijdte bedraagt ongeveer 1 centimeter.